# 딕 스호프
딕 스호프(Dick Schoof,, 1957년 3월 8일 ~ )는 네덜란드 공무원이자 정치인으로, 2023~2024년 정부 구성 중에 지명된 후 네덜란드의 총리를 역임하고 있다. 이전에 2020년부터 2024년까지 법무부 사무총장, 2013년부터 2018년까지 안보 및 대테러 국가조정관, 2018년부터 2020년까지 정보보안국 국장을 역임했다. 7월 2일 2024년, 스호프는 마르크 뤼터의 뒤를 이어 스호프 내각에서 네덜란드 총리로 취임했다.